# Dinu Patriciu
Dinu Patriciu (numele real: Dan Costache Patriciu, n. 3 august 1950, București – d. 19 august 2014, Londra) a fost un politician și om de afaceri român care a activat în domeniul petrolier, bancar și imobiliar. A murit la vârsta de 64 de ani din cauza unui cancer la ficat (hepatic).

## Cariera sa până la Revoluție
Dan Costache Patriciu, s-a născut la data de 3 august 1950, în familia unui cunoscut petrolist din perioada interbelică.
Tatăl său, Valeriu Patriciu (1903-1987), a fost inginer în mine, doctor în geologie, geofizică și mineralogie și a lucrat ca geolog-șef, începând din anul 1935, în Societatea Astra Română (societate română cu capital anglo-olandez), o sucursală a trustului petrolier Royal Dutch Shell Co. Tatăl său a fost anchetat de către Parchetul Militar din România în scandalul "sondelor deviate", care a făcut valuri timp de doi ani în presa vremii. În acea vreme, Inspectoratul Minier al Statului acuza Societatea Astra Română că exploatează petrol din zone proprietate a statului, cu sonde deviate.
„Așa este, tata a fost petrolist. În momentul în care am luat decizia rațională de a trece spre petrol, de a mă îndrepta spre domeniul energiei, evident că a jucat un rol și copilăria în care auzeam despre mișcări tectonice, sinclinale... și așa mai departe. Dar probabil că exista și un destin”—Dinu Patriciu
Deși dorea să urmeze artele plastice, la sfatul tatălui său, a ales să dea admitere la arhitectură. Dinu Patriciu a absolvit Institutul de Arhitectură "Ion Mincu" din București în anul 1975, obținând diploma de arhitect. După absolvirea facultății, a fost repartizat ca arhitect la Institutul de Proiectări al Ministerului Comerțului Exterior. A primit numeroase premii de arhitectură și design în România și în străinătate.
Apoi, în anul 1978 este admis ca asistent universitar la Institutul de Arhitectură din București. Face meditații la desen tehnic cu cei care doreau să devină arhitecți, având după spusele sale 85 de elevi pe an (printre care și cunoscutul solist al formației Holograf, Dan Bittman, care nu a trecut însă examenul de admitere la institut).
Împreună cu câțiva colegi, câștigă un concurs internațional de arhitectură pentru construirea unui palat la Abu Dhabi pentru fiul șeicului Reza. Între anii 1984-1990, efectuează mai multe deplasări în Emiratele Arabe Unite, unde participă la realizarea unor proiecte asemănătoare.
În perioada regimului comunist, el a acumulat o vastă experiență în domeniul imobiliar, finalizând peste 40 de proiecte locative și de spații comerciale în România și mai mult de 25 de complexe de lux, clădiri de birouri și hoteluri în Emiratele Arabe Unite.
Revine în România după Revoluția din decembrie 1989, pentru a intra în politică și afaceri: imobiliare, presă, servicii financiare și, în cele din urmă, petrol.
Dinu Patriciu a fost căsătorit, după care a divorțat de soția sa. În urma căsătoriei a avut două fiice, Ana și Maria.

## Activitatea politică
În anul 1990, Dinu Patriciu devine membru fondator al PNL. În legislatura 1990-1992, a fost ales ca deputat de Timiș pe listele PNL. A făcut parte din Comisia pentru administrație centrală și locală, amenajarea teritoriului și urbanism și din Comisia pentru echilibru ecologic și protecția mediului.
După o scurtă perioadă de la alegeri, intrând în conflict cu vechii liberali, Dinu Patriciu, împreună cu Călin Popescu-Tăriceanu, Horia Rusu și Viorel Cataramă, au provocat o sciziune în partid prin înființarea la 25 iulie 1990 a PNL-Aripa Tânără, formațiune ce va fi condusă de Patriciu.
În anul 1991, PNL-Aripa Tânără semnează, alături de FSN, Carta pentru Reformă și Democrație, intrând în Guvernul Petre Roman (2) remaniat. Ca urmare a acestei alianțe, Dinu Patriciu devine ministrul lucrărilor publice și amenajării teritoriului.
În legislatura următoare (1992-1996), a fost ales ca deputat de Dâmbovița pe listele Convenției Democrate Române. În anul 1993, PNL-AT se transformă în PL '93, prin unirea cu unele ramuri disidente din PNL. A fost lider al Grupului parlamentar al Partidului Liberal 1993 și al Partidului Alianței Civice (octombrie 1992 - decembrie 1994) și a făcut parte din Comisia pentru administrație publică, amenajarea teritoriului și echilibru ecologic (până în noiembrie 1995) și din Comisia pentru buget, finanțe și bănci (din noiembrie 1995).
În anul 1996, candidează la funcția de primar general al municipiului București, ca reprezentant al PL '93. Acest partid va fuziona cu PNL în aprilie 1998, iar Călin Popescu Tăriceanu este ales ca vicepreședinte.
Dinu Patriciu devine din nou deputat de Prahova de această dată în legislatura 2000-2004, ca reprezentant al PNL. A făcut parte din Comisia pentru industrii și servicii până la data de 18 iunie 2003, când a demisionat din calitatea de membru al Parlamentului României pe motiv de incompatibilitate și a fost înlocuit de către Adrian Emanuil Semcu.
A fost inițiator al Fundației pentru Libera Inițiativă, prima organizație non-guvernamentală românească de sprijinire a liberei inițiative și a unirii comunităților de afaceri și politice, în vederea susținerii dezvoltării civice.
Dinu Patriciu s-a retras în anul 2003 din Parlament și din viața politică activă pentru a se putea dedica afacerilor, fiind unul dintre cei doar trei parlamentari români care au făcut acest pas atunci când o nouă legislație a făcut ca demnitarii aleși să fie incompatibili cu deținerea de funcții executive în domeniul afacerilor.

## Om de afaceri
În februarie 1990, Patriciu a înființat SC Alpha Construcții și Investiții Imobiliare S.A., care a obținut Autorizația de funcționare nr. 1, aceasta fiind prima firmă privată înființată în România postcomunistă.
Această primă firmă care avea ca obiect de activitate efectuarea de proiecte de arhitectură avea doar 20 de angajați.
„Este perfect adevărat că eu am înființat prima firmă privată din România de după 1989. Avea șapte de zero și un unu la coadă. Făceam proiectare de arhitectură. Toată lumea făcea proiecte în '90. Toți visam, nu? Și apoi m-am apucat de imobiliare.”—Dinu Patriciu
Dinu Patriciu a intrat ulterior în afaceri cu petrol, numele său fiind asociat pentru prima dată cu afaceri de combustibil în octombrie 1995, când agenția Mediafax a precizat că "specialiștii IGP cercetează legalitatea contractului de vânzare-cumpărare a unui cargo, tranzacție în care sunt implicați liderii PL '93, Dinu Patriciu și Raymond Luca". Cei doi au fost cercetați pentru evaziune fiscală, dar nu au fost condamnați.
În anul 1996, agenția de presă Reuters îl include pentru prima dată pe Dinu Patriciu într-un top al "noilor îmbogățiți din România" care au făcut rapid avere după evenimentele din decembrie 1989.
„Primul milion de dolari l-am obținut din proiectare de arhitectură și dezvoltare imobiliară. Fără legătură cu petrolul. Chestia cu "primul milion de dolari" e un basm, dar e un basm bazat pe realitate. Realitatea este că într-adevăr cu greu faci primul milion, cu greu faci primele zece, și după aia încep să se acumuleze mult mai ușor deoarece capitalismul se bazează pe un vechi proverb românesc - "Ban la ban trage". Nu e deloc liric, așa e realitatea.”—Dinu Patriciu
Dinu Patriciu este, de asemenea, fondator și președinte al Fundației Dinu Patriciu, organizație non-guvernamentală care își propune să sprijine financiar tinerii talentați aflați în imposibilitatea de a-și definitiva educația.
În septembrie 2009, alături de fostul premier georgian Lado Gurgenidze, Dinu Patriciu a cumpărat prin intermediul unui fond de investiții creat de ei doi, Liberty Capital, a 7-a cea mai mare bancă din Georgia, Banca Populară, pentru suma de 15 milioane dolari.
Cei doi au achiziționat 91,28% din capitalul băncii, aceasta fiind prima achiziție făcută publică a lui Dinu Patriciu după retragerea lui din acționariatul grupului petrolier Rompetrol.
In 2011, omul de afaceri a lichidat portofoliul imobiliar din Suedia, în schimbul a 110 milioane de euro. A mai vândut o clădire la Paris și una la Haga, pentru aproximativ 26 de milioane de euro.

## Lider al GrupuluiRompetrol
Inițial, Dinu Patriciu a fost Director al fondului de investiții Romania Moldova Direct Fund (RMDF), un fond de investiții privat cu management american, înființat în 1998, printre ai cărui investitori se aflau Corporația Financiară Internațională (IFC) și Societatea Germană de Investiții și Dezvoltare (DEG), o instituție deținută de guvernul german.
În anul 1998, Dinu Patriciu a achiziționat compania Rompetrol, care avea să-l propulseze ca unul dintre cei mai importanți jucători de pe piața energetică a României. După ce a condus achiziția Rompetrol SA de către un grup de investitori în 1998, a fost membru al Consiliului de Administrație de la înființarea acestuia, preluând poziția de director general în 2001.
În anul 2000, este ales ca membru în Consiliul de conducere al Uniunii Generale a Industriașilor din România. De asemenea, deține și funcția de președinte al Alianței Confederațiilor Patronale din România (ACPR), instituție afiliată la Confederația Patronatelor Europene (UNICE) .
În anul 2001, Dinu Patriciu a devenit Președinte al Consiliului de Administrație și Director General CEO al The Rompetrol Group, NV (TRG), devenită o societate petrolieră multinațională cu sediul în Olanda, cu operațiuni în 13 țări, având majoritatea activelor și operațiunilor în România, Franța și sud-estul Europei. În anul 2002, el a perfectat cea mai importantă tranzacție pe piața petrolieră din România: încheierea unui parteneriat al Rompetrol cu OMV, grupul petrolier austriac cotat cel mai bine la bursa din Viena.
Dinu Patriciu a contribuit la transformarea Rompetrol dintr-o firmă de servicii petroliere aflată în proprietatea statului într-unul dintre primii 25 de operatori din Uniunea Europeană, în principal printr-un program de achiziții strategice și creștere organică. Acest program a început cu achiziția rafinăriei Vega (1999), continuând cu Petros SA (2000) și achiziția pachetului majoritar al Petromidia SA (2001), cea mai modernă rafinărie și complex petrochimic din România.
Apoi, Grupul Rompetrol a început un program de extindere la nivel internațional în Balcani, Moldova, Georgia și Ucraina, achiziționând la sfârșitul anului 2005 Grupul Dyneff SA, cel mai mare distribuitor independent de produse petroliere din Franța. Această ultima achiziție, pe lângă dezvoltarea casei de comerț Vector Energy cu sediul în Elveția, a transformat TRG într-un pod care leagă resursele naturale ale Răsăritului cu nevoile de energie ale Occidentului. Grupul Rompetrol a ajuns în anul 2007 să aibă un număr de 7.500 de angajați.
În anul 2006, Topul 300 al revistei Capital îl plasa pe Dinu Patriciu pe locul al șaptelea dintre cei mai bogați români, cu o avere de circa 300-350 de milioane de dolari.
În august 2007, Dinu Patriciu a vândut 75% din acțiunile Rompetrol Holding (el deținând un procent de 80% din acțiuni), care controla Grupul Rompetrol companiei petroliere de stat KazMunaiGaz din Kazahstan. În urma acestei tranzacții, el a rămas în continuare președintele și directorul general al grupului Rompetrol, dar a devenit cel mai bogat român, cu o avere de aproximativ 3,4 miliarde de dolari, din care 2,7 miliarde de dolari au venit doar din vânzarea pachetului deținut la Rompetrol. 
El a declarat că va utiliza banii încasați în principal pentru finanțarea unor proiecte în petrol, imobiliar și mass-media. Pe lângă acțiunile deținute la The Rompetrol Group, Patriciu mai deține pachete de acțiuni în numeroase alte entități, cuprinzând printre altele o firmă de construcții și imobiliare și un holding de media.
El a preluat pachetul majoritar de acțiuni de la cotidianul Adevărul, anunțând ample investiții în dezvoltarea acestei afaceri și eventuala deschidere a unui post de televiziune. De asemenea, după propriile afirmații, el ar deține proprietăți imobiliare în România de "sute de milioane", investițiile sale nefiind concentrate în zona Capitalei.
În anul 2009, Patriciu se afla pe poziția 397 din 739 de miliardari ai listei Forbes, averea sa fiind estimată la 1,8 miliarde de dolari (1,3 miliarde euro) 
Astfel, societatea românească de stat Rompetrol a făcut o serie de investiții în Libia în anii '70-'80, prin intermediul societății Rompetrol of Lybia, o filială a societății de stat Rompetrol. După preluarea companiei Rompetrol de către Dinu Patriciu, el a susținut că, în urma privatizării, în patrimoniul Rompetrol SA au intrat nu numai obligațiile, ci și drepturile fostei întreprinderi Rompetrol. Aceasta a cesionat creanța către firma The Rompetrol Group (TRG) pentru 35 de milioane de dolari, urmând apoi un contract de novație cu firma Rompetrol International, controlată tot de Patriciu.

## Controverse politice

### Sponsorizarea PSD
În 2004, Dinu Patriciu a sponsorizat campania lui Mircea Geoană pentru alegerile pentru postul de primar general al Bucureștiului, un social-democrat, membru al partidului PSD care concura împotriva candidatului de dreapta Traian Băsescu.

### Implicarea în PNL
Apropiat al fost prim-ministrului Călin Popescu-Tăriceanu, Patriciu a putut influența uneori, eșaloane superioare ale PNL și se bucura de o  influență puternică în acțiunile Guvernului. În plus, se bucură de  o relație strânsă și cu  fostul prim-ministru (PSD) Adrian Năstase, care a fost la putere atunci când  a cumpărat Rompetrol de la stat.
În 2003, Dinu Patriciu a fost printre cei care au demisionat din Parlament, din cauza  „legii incompatibilităților”, care interzice amestecarea intereselor politice publice cu cele private.